# Dolce di Barcellona
Dolce Raimundez, chiamata anche Dolce Berengaria d'Aragona (Dulce in spagnolo, in asturiano, in aragonese, in portoghese e in galiziano, Dolça, in catalano e Dulze in basco; 1160 – Coimbra, 1º settembre 1198), fu regina consorte di Portogallo, dal 1185 al 1198.

## Origine
Secondo la Corónicas" Navarras, Dolce era figlia del conte di Barcellona Raimondo Berengario IV e della regina di Aragona Petronilla, che secondo la Ex Brevi Historia Comitum Provinciæ e familia comitum Barcinonensium era figlia del re d'Aragona e conte di Sobrarbe e Ribagorza Ramiro II e della moglie, Matilde (o Agnese) di Poitiers (1103-circa 1160), figlia legittima del duca d'Aquitania e conte di Poitiers, Guglielmo IX come riportato sia dal Chronicon sancti Maxentii Pictavensis, Chroniques des Eglises d'Anjou che dalla Ex Gestis Comitum Barcinonensium, e anche dalla Crónica de San Juan de la Peña.

Secondo la Ex Brevi Historia Comitum Provinciæ e familia comitum Barcinonensium Raimondo Berengario IV era figlio del conte di Barcellona, Gerona, Osona e Cerdagna, Raimondo Berengario III e della contessa di Provenza e Gévaudan, Dolce I, figlia primogenita del Visconte di Millau, di Gévaudan, e di Carlat Gilberto I di Gévaudan e della Contessa di Provenza, Gerberga, come viene confermato dalle Note dell'Histoire Générale de Languedoc, Tome II.

Dolce era sorella del sovrano della corona d'Aragona Alfonso II.

## Biografia
Secondo il Gesta Comitum Barchinonensium, nel 1162, quando Dolce aveva circa due anni, suo padre, Raimondo Berengario il Santo morì. La morte di Raimondo Berengario è riportata anche dagli Annales Sancti Victoris Massilienses e da un epitaffio dell'Appendice della España sagrada Tomo. XLIII.
Sua madre, Petronilla, morì il 17 ottobre 1174, a Barcellona, e fu inumata nella cattedrale della Santa Croce e Sant'Eulalia, mentre il Diccionario biográfico español, Real Academia de la Historia riporta che morì nell'autunno del 1173.
Nel 1174, come riporta il Chronicon Lusitanum Dolce sposò Sancho, l'erede al trono del regno del Portogallo, che secondo il Roderici Toletani Archiepiscopi De Rebus Hispaniæ era figlio del re del Portogallo Alfonso I e della principessa Mafalda di Savoia (1125-1158).

il matrimonio viene confermato da due documenti della Provas da Historia genealogica da casa real portugueza:
- il n° 8, datato 1190 (Sancius Dei gratia Portugalliæ et Algarb. Rex una cum uxore mea Regina D. Dulcia)[18]
- il n° 9, datato 1189 (Sancius Dei gratia Portugalensium Rex et uxor mea Dona Dulcia)[19].

Nel 1185, alla morte del padre Alfonso il Conquistatore, suo marito, Sancho, divenne re del Portogallo e Dolce divenne regina consorte.
A Dolce spettò la signoria di Alenquer con le relative rendite.
Dolce morì a Coimbra il 1º settembre del 1198 e, secondo il Breve Chronicon Alcobacense fu tumulata nel monastero della Santa Croce, dove erano già stati tumulati i suoi suoceri e dove sarà raggiunta dal marito, Sancho I. 

## Discendenza
Dolce diede undici figli a Sancho:
- Teresa del Portogallo (1176-1250), che sposò nel 1191 Alfonso IX[24], separata, nel 1195. Fu beatificata nel 1705.
- Sancha del Portogallo (1178- 13 marzo 1229) citata dal padre nel testamento del padre[25], fondò e fu la prima badessa del monastero di Lorvão. Fu beatificata il 23 dicembre 1705.
- Raimondo del Portogallo (circa 1180-1189), citato nella Quarta parte da Monarchia lusitana[26], fu incoronato principe del Portogallo, nel 1185. Tumulato a Coimbra.
- Costanza del Portogallo (1182[27]-ante 1186).
- Alfonso del Portogallo (1185-1223), re del Portogallo[25].
- Pietro del Portogallo (1187-1255), sposò nel 1229 Arembiaux, contessa di Urgell, fu citato dal padre nel testamento[25].
- Ferdinando del Portogallo, citato dal padre nel testamento[25], sposò nel 1212 la contessa delle Fiandre Giovanna, figlia maggiore dell'imperatore di Costantinopoli Baldovino I di Costantinopoli.
- Enrico del Portogallo (1189- dicembre 1189) tumulato nel monastero della Santa Croce a Coimbra[28].
- Bianca del Portogallo (1192-1240), Signora di Guadalajara, dove morì. Tumulata nel monastero della Santa Croce a Coimbra[28].
- Berengaria del Portogallo (1194-Ringsted 27 marzo 1221) citata nel testamento del padre[25], sposò nel maggio 1214 Valdemaro II di Danimarca e fu conosciuta con il nome di regina Bringrenila.
- Mafalda del Portogallo (1197-1256) citata nel testamento del padre[25], sposò nel 1215 il re di Castiglia Enrico I, da cui si separò, per consanguineità, nel 1216. Fu beatificata il 7 giugno 1793 dal papa Pio VI.

## Ascendenza
|                                       |                           |                              | Genitori                   |  |  | Nonni |  |  | Bisnonni                             |  |  | Trisnonni                           |  |
|                                       |                           |                              |                            |  |  |       |  |  | Raimondo Berengario II di Barcellona |  |  | Raimondo Berengario I di Barcellona |  |
|                                       |                           |                              |                            |  |  |       |  |  | Raimondo Berengario II di Barcellona |  |  | Raimondo Berengario I di Barcellona |  |
|                                       |                           | Almodis de La Marche         |                            |  |  |       |  |  | Raimondo Berengario II di Barcellona |  |  |                                     |  |
| Raimondo Berengario III di Barcellona |                           |                              |                            |  |  |       |  |  | Raimondo Berengario II di Barcellona |  |  |                                     |  |
|                                       |                           | Matilde d'Altavilla          | Roberto il Guiscardo       |  |  |       |  |  |                                      |  |  |                                     |  |
|                                       |                           | Matilde d'Altavilla          | Roberto il Guiscardo       |  |  |       |  |  |                                      |  |  |                                     |  |
|                                       |                           | Matilde d'Altavilla          | Sichelgaita di Salerno     |  |  |       |  |  |                                      |  |  |                                     |  |
| Raimondo Berengario IV di Barcellona  |                           | Matilde d'Altavilla          |                            |  |  |       |  |  |                                      |  |  |                                     |  |
|                                       |                           | Gilbert I, conte di Gévaudan | …                          |  |  |       |  |  |                                      |  |  |                                     |  |
|                                       |                           | Gilbert I, conte di Gévaudan | …                          |  |  |       |  |  |                                      |  |  |                                     |  |
|                                       |                           | Gilbert I, conte di Gévaudan | …                          |  |  |       |  |  |                                      |  |  |                                     |  |
| Dolce I di Provenza                   |                           | Gilbert I, conte di Gévaudan |                            |  |  |       |  |  |                                      |  |  |                                     |  |
|                                       |                           | Gerberga di Provenza         | Goffredo I di Provenza     |  |  |       |  |  |                                      |  |  |                                     |  |
|                                       |                           | Gerberga di Provenza         | Goffredo I di Provenza     |  |  |       |  |  |                                      |  |  |                                     |  |
|                                       |                           | Gerberga di Provenza         | Stefania                   |  |  |       |  |  |                                      |  |  |                                     |  |
| Dolce di Barcellona                   |                           | Gerberga di Provenza         |                            |  |  |       |  |  |                                      |  |  |                                     |  |
|                                       | Sancho Ramírez di Aragona | Ramiro I d'Aragona           |                            |  |  |       |  |  |                                      |  |  |                                     |  |
|                                       | Sancho Ramírez di Aragona | Ramiro I d'Aragona           |                            |  |  |       |  |  |                                      |  |  |                                     |  |
|                                       | Sancho Ramírez di Aragona | Gilberga di Foix             |                            |  |  |       |  |  |                                      |  |  |                                     |  |
| Ramiro II di Aragona                  | Sancho Ramírez di Aragona |                              |                            |  |  |       |  |  |                                      |  |  |                                     |  |
|                                       |                           | Felicia di Roucy             | Ilduino IV di Roucy        |  |  |       |  |  |                                      |  |  |                                     |  |
|                                       |                           | Felicia di Roucy             | Ilduino IV di Roucy        |  |  |       |  |  |                                      |  |  |                                     |  |
|                                       |                           | Felicia di Roucy             | Adelaide di Roucy          |  |  |       |  |  |                                      |  |  |                                     |  |
| Petronilla di Aragona                 |                           | Felicia di Roucy             |                            |  |  |       |  |  |                                      |  |  |                                     |  |
|                                       |                           | Guglielmo IX d'Aquitania     | Guglielmo VIII d'Aquitania |  |  |       |  |  |                                      |  |  |                                     |  |
|                                       |                           | Guglielmo IX d'Aquitania     | Guglielmo VIII d'Aquitania |  |  |       |  |  |                                      |  |  |                                     |  |
|                                       |                           | Guglielmo IX d'Aquitania     | Hildegarda di Borgogna     |  |  |       |  |  |                                      |  |  |                                     |  |
| Agnese d'Aquitania                    |                           | Guglielmo IX d'Aquitania     |                            |  |  |       |  |  |                                      |  |  |                                     |  |
|                                       |                           | Filippa di Tolosa            | Guglielmo IV di Tolosa     |  |  |       |  |  |                                      |  |  |                                     |  |
|                                       |                           | Filippa di Tolosa            | Guglielmo IV di Tolosa     |  |  |       |  |  |                                      |  |  |                                     |  |
|                                       |                           | Filippa di Tolosa            | Emma di Mortain            |  |  |       |  |  |                                      |  |  |                                     |  |
|                                       |                           | Filippa di Tolosa            |                            |  |  |       |  |  |                                      |  |  |                                     |  |

### Fonti primarie
- (LA)  Provas da Historia Genealogica da Casa Real Portugueza (Lisbon), Tomo I.
- (LA)  España Sagrada, Tomo XIV
- (LA)  Recueil des historiens des Gaules et de la France. Tome 12
- (LA)  #ES España sagrada, Volume 23.
- (LA)  Chronicon sancti Maxentii Pictavensis.
- (ES)  Corónicas" Navarras.
- (LA)  Monumenta Germaniae Historica, Scriptores, Tomus XXIII.

### Letteratura storiografica
- Rafael Altamira, La Spagna (1031-1248), in Il trionfo del papato e lo sviluppo comunale, collana «Storia del mondo medievale», V volume, 1999  [1980],  pp. 865-896, SBN CSA0112491.
- Edgar Prestage, Il Portogallo nel Medioevo, in L'autunno del Medioevo e la nascita del mondo moderno, collana «Storia del mondo medievale», VII volume, 1999  [1981],  pp. 576-610, SBN CSA0112609.
- (PT)  Barbosa J. (1727) Catalogo Chronologico, Historico, Genealogico e Critico das Rainhas de Portugal e seus filhos (Lisbon)
- (PT)  #ES Terceira parte da monarchia lusitana
- (PT)  #ES Quarta parte da Monarchia lusitana
- (PT)  #ES Chronica Breve do Archivo Nacional, Portugaliæ Monumenta Historica, Scriptores, Vol. I
- (PT)  #ES Historia Genealogica da Casa Real Portugueza (Lisbon), Tomo I
- (CA)  Crónica de San Juan de la Peña.
- (FR) Histoire générale de Languedoc, Notes, tomus II, su gallica.bnf.fr.